# Awesome Again
Awesome Again (1994-2020), est un cheval de course pur-sang, né au Canada et entraîné aux États-Unis, vainqueur de la Breeders' Cup Classic en 1998 et par la suite étalon de premier plan.    

## Carrière de course
Né et élevé au Canada par Frank Stronach, Awesome Again est envoyé en Californie chez l'entraîneur David Hofmans qui le fait débuter tard à 3 ans. Battu pour ses débuts, il survole ensuite son maiden puis revient au pays natal pour y remporter le Queen's Plate, la plus prestigieuse course canadienne. Auréolé de cette victoire, il revient aux États-Unis prêt à affronter certains des meilleurs poulains du pays. Sa nette victoire dans les Jim Dandy Stakes confirme ses bonnes dispositions, mais il ne peut que terminer lointain troisième des Travers Stakes, puis échoue à nouveau dans le Super Derby, à chaque fois battu par Deputy Commander, futur dauphin du champion Skip Away dans la Breeders' Cup Classic. Il semble alors avoir montré ses limites. 
Ce n'est pas le cas, car à 4 ans, Awesome Again est parvenu à maturité. Après une rentrée victorieuse à Churchill Downs, il s'adjuge l'important Stephen Foster Handicap aux dépens du champion Silver Charm, le meilleur poulain de sa génération, qui a manqué de peu la Triple Couronne et vient de remporter la Dubaï World Cup. Désormais entraîné par Patrick Byrne, Awesome Again a changé de dimension et le confirme en s'offrant un premier groupe 1, le Whitney Handicap, posant ses jalons pour la Breeders' Cup en fin d'année. Il poursuit sa série victorieuse dans le Saratoga Breeders' Cup Handicap puis, à l'automne, dans la Hawthorne Gold Cup, en guise d'ultime préparatoire à la Breeders' Cup Classic. Dans le grand tournoi de fin d'année, le plateau est exceptionnel, l'un des plus relevés de l'histoire de cette course : les futurs Hall of Famers Silver Charm et Skip Away, le globe-trotter français Swain, le 3 ans Victory Gallop, rival de Real Quiet (le grand absent du jour) dans la Triple Couronne, Coronado's Quest (Travers Stakes) ou encore le champion argentin Gentlemen. Mais c'est bien Awesome Again qui s'impose, devant Silver Charm et Swain, restant invaincu toute l'année. De quoi postuler au titre suprême de Cheval de l'année, un honneur qui échoie finalement à Skip Away, seulement sixième du Classic mais lauréat de cinq groupe 1 auparavant. Cheval natif du Canada le plus riche de l'histoire (avec plus de 4 millions de dollars de gains), il reçoit aussi un Special Sovereign Award en 1998, lui qui ne pouvait prétendre, pas plus que l'année précédente, au titre de cheval canadien de l'année, pour lequel il faut s'être produit sur le territoire national au moins trois fois dans l'année. Pas de restrictions, en revanche au Hall of Fame des courses canadiennes, où Awesome Again est admis en 2001. Chaque année, les Awesome Again Stakes, un groupe 1 disputé à Santa Anita, lui rendent hommage. 

### Résumé de carrière
| Date         | Hippodrome      | Pays        | Course                          | Statut      | Distance    | Jockey         | Place       | Écart       | Vainqueur ou deuxième |
| 1997, 3 ans  | 1997, 3 ans     | 1997, 3 ans | 1997, 3 ans                     | 1997, 3 ans | 1997, 3 ans | 1997, 3 ans    | 1997, 3 ans | 1997, 3 ans | 1997, 3 ans           |
| ------------ | --------------- | ----------- | ------------------------------- | ----------- | ----------- | -------------- | ----------- | ----------- | --------------------- |
| 25 mai       | Hollywood Park  | États-Unis  | Maiden                          |             | 1 400 m     | Chris McCarron | 3e / 10     | 3 1⁄2       | One Man Army          |
| 5 juin       | Hollywood Park  | États-Unis  | Maiden                          |             | 1 700 m     | Chris McCarron | 1er / 8     | 6           | Triple Prized         |
| 29 juin      | Woodbine        | Canada      | Queen's Plate                   |             | 2 000 m     | Mike Smith     | 1er / 14    | 3 1⁄2       | Cryptocloser          |
| 3 août       | Saratoga        | États-Unis  | Jim Dandy Stakes                | Gr. 2       | 1 800 m     | Mike Smith     | 1er / 9     | 3           | Glitman               |
| 23 août      | Saratoga        | États-Unis  | Travers Stakes                  | Gr. 1       | 2 000 m     | Mike Smith     | 3e / 8      | 7           | Deputy Commander      |
| 28 septembre | Louisiana Downs | États-Unis  | Super Derby                     | Gr. 1       | 2 000 m     | Mike Smith     | 5e / 6      | 7 1⁄2       | Deputy Commander      |
| 1998, 4 ans  |                 |             |                                 |             |             |                |             |             |                       |
| 22 mai       | Churchill Downs | États-Unis  | Allowance                       |             | 1 600 m     | Shane Sellers  | 1er / 7     | 7           | Democrat              |
| 13 juin      | Churchill Downs | États-Unis  | Stephen Foster Handicap         | Gr. 2       | 1 800 m     | Pat Day        | 1er / 8     | 1           | Silver Charm          |
| 8 août       | Saratoga        | États-Unis  | Whitney Handicap                | Gr. 1       | 1 800 m     | Pat Day        | 1er / 7     | 3           | Tale of The Cat       |
| 30 août      | Saratoga        | États-Unis  | Saratoga Breeders' Cup Handicap | Gr. 2       | 2 000 m     | Pat Day        | 1er / 8     | 3           | Concerto              |
| 10 octobre   | Hawthorne       | États-Unis  | Hawthorne Gold Cup              | Gr. 3       | 2 000 m     | Pat Day        | 1er / 7     | 1 3⁄4       | Unruled               |
| 7 novembre   | Churchill Downs | États-Unis  | Breeders' Cup Classic           | Gr. 1       | 2 000 m     | Pat Day        | 1er / 10    | 3/4         | Silver Charm          |

## Au haras
Frank Stronach envoie son champion à Adena Springs Farms, l'un de ses haras dans le Kentucky, pour y faire la monte à $ 50 000, et Awesome Again ne tarde pas à exceller dans ses nouvelles fonctions d'étalon, voyant son tarif porté à  $ 150 000 dans les années 2000. Son meilleur produit, le phénomène Ghostzapper, obtient le titre de cheval de l'année en 2004 et le meilleur rating mondial cette année-là. Il est l'auteur de 14 vainqueurs de groupe 1, parmi lesquels :  
- Ghostzapper : Vosburgh Stakes, Metropolitan Handicap, Woodward Stakes, Breeders' Cup Classic.
- Game On Dude : Santa Anita Handicap, Hollywood Gold Cup (x2), Pacific Classic.
- Wilko : Breeders' Cup Juvenile
- Round Pond : Breeders' Cup Distaff.
- Ginger Punch : Breeders' Cup Distaff
- Oxbow : Preakness Stakes,
- Sir Winston : Belmont Stakes.
- Paynter :  Haskell Invitational.

Il s'est également montré performant en tant que père de mères, ses filles donnant plusieurs champions dont Accelerate (Santa Anita Handicap, Pacific Classic, Breeders' Cup Classic) et Keen Ice, tombeur du crack American Pharoah dans les Travers Stakes. Awesome Again est retiré de la monte en 2019 et envoyé à la retraite au Old Friends Equine, une maison de retraite pour champions où il meurt en décembre 2020.

## Origines
Awesome Again est l'un des meilleurs fils du Canadien Deputy Minister, double vainqueur de groupe 1 à 2 ans aux États-Unis en 1981, où il fut élu meilleur poulain de l'année. Grand étalon, Deputy Minister a donné les Hall of Famers Go For Wand et Open Mind, le classique Touch Gold ou encore Dehere, 2 ans de l'année aux États-Unis. Excellent père de mère (citons le crack Curlin), il a donné nombre d'étalons de premier plan tels Silver Deputy ou French Deputy.  
Primal Force, la mère d'Awesome Again, avait montré un peu de qualité en piste et fut acquise pour $ 95 000 aux enchères en 1992. Elle allait se révéler comme une poulinière exceptionnelle, puisqu'elle donna un autre champion, Macho Uno, par Holy Bull, vainqueur de la Breeders' Cup Juvenile et sacré meilleur 2 ans américain en 2000. La deuxième mère, Prime Prospect, s'est imposée au niveau groupe 3. 

### Pedigree
| Origines de Awesome Again (CAN), mâle bai né en 1994 | Origines de Awesome Again (CAN), mâle bai né en 1994 | Origines de Awesome Again (CAN), mâle bai né en 1994 | Origines de Awesome Again (CAN), mâle bai né en 1994 |
| ---------------------------------------------------- | ---------------------------------------------------- | ---------------------------------------------------- | ---------------------------------------------------- |
| Père Deputy Minister 1979                            | Vice Regent 1967                                     | Northern Dancer                                      | Nearctic                                             |
| Père Deputy Minister 1979                            | Vice Regent 1967                                     | Northern Dancer                                      | Natalma                                              |
| Père Deputy Minister 1979                            | Vice Regent 1967                                     | Victoria Regina                                      | Menetrier                                            |
| Père Deputy Minister 1979                            | Vice Regent 1967                                     | Victoria Regina                                      | Victoriana                                           |
| Père Deputy Minister 1979                            | Mint Copy 1970                                       | Bunty's Flight                                       | Bunty Lawless                                        |
| Père Deputy Minister 1979                            | Mint Copy 1970                                       | Bunty's Flight                                       | Broomflight                                          |
| Père Deputy Minister 1979                            | Mint Copy 1970                                       | Sharkney                                             | Jabneh                                               |
| Père Deputy Minister 1979                            | Mint Copy 1970                                       | Sharkney                                             | Grass Shack                                          |
| Mère Primal Force 1987                               | Blushing Groom 1974                                  | Red God                                              | Nasrullah                                            |
| Mère Primal Force 1987                               | Blushing Groom 1974                                  | Red God                                              | Spring Run                                           |
| Mère Primal Force 1987                               | Blushing Groom 1974                                  | Runaway Bride                                        | Wild Risk                                            |
| Mère Primal Force 1987                               | Blushing Groom 1974                                  | Runaway Bride                                        | Aimee                                                |
| Mère Primal Force 1987                               | Prime Prospect 1978                                  | Mr. Prospector                                       | Raise A Native                                       |
| Mère Primal Force 1987                               | Prime Prospect 1978                                  | Mr. Prospector                                       | Gold Digger                                          |
| Mère Primal Force 1987                               | Prime Prospect 1978                                  | Square Generation                                    | Olden Times                                          |
| Mère Primal Force 1987                               | Prime Prospect 1978                                  | Square Generation                                    | Chavalon (famille 1-c)                               |